# Alterssimulator

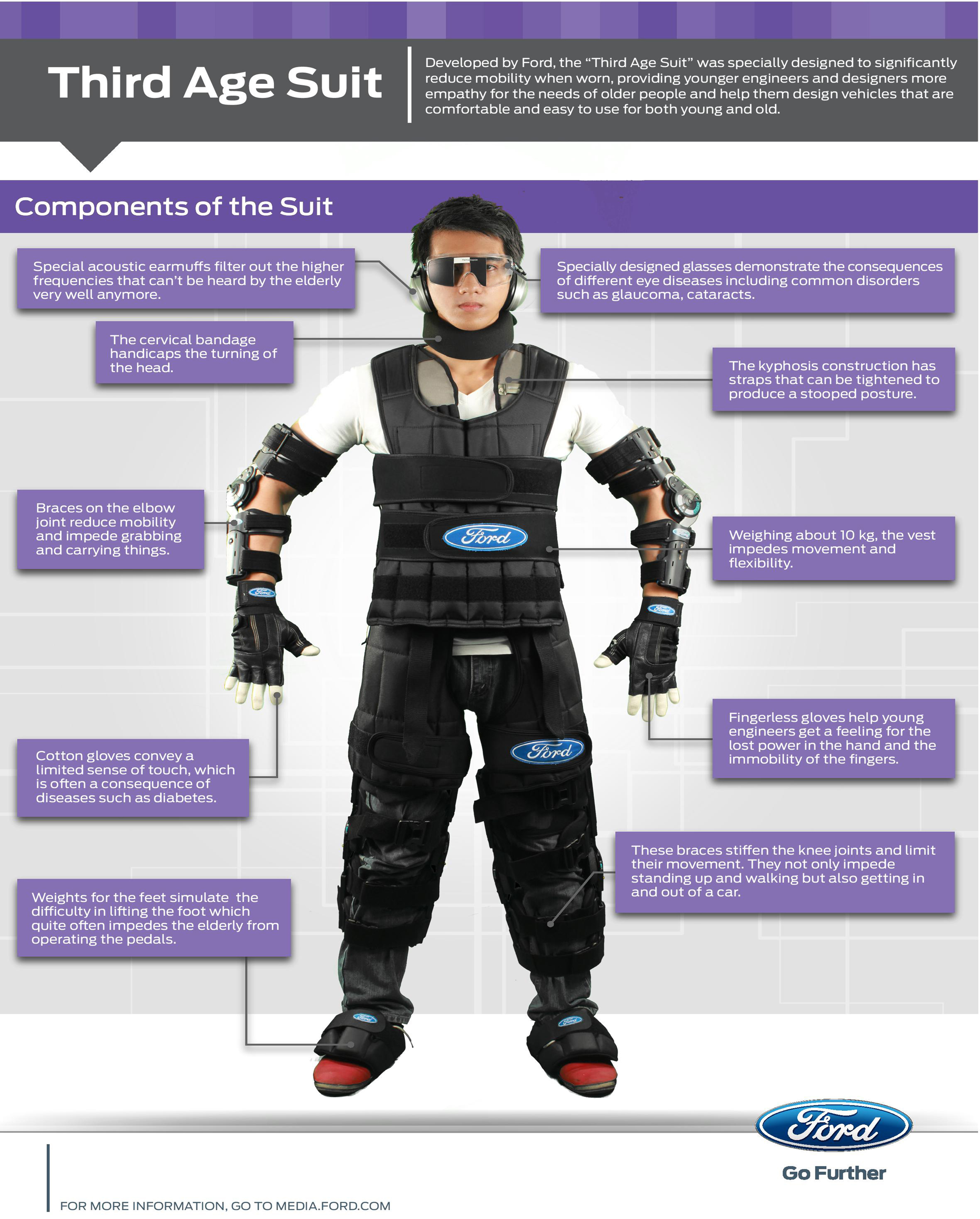
Beispiel eines Altersanzugs: Ford Third Age Suit III (2014)

Ein Alterssimulator (auch Altersanzug/ Alterssimulationsanzug) ist ein komplexes System, das jüngeren Menschen die Möglichkeit bietet, in die Erfahrungswelt älterer Menschen einzutauchen.

## Beschreibung
Durch die mit diversen Hilfsmitteln simulierten Einschränkungen kann erforscht werden, wie sich Altersveränderungen auf die Beweglichkeit, die Kraft, die Wahrnehmung oder die Stimmung jüngerer Personen auswirken. Moderne Simulationsanzüge können mehr als 20 Alterungseffekte in einer Simulation integrieren und so jüngeren Personen ein eindrucksvolles Bild vom Altsein vermitteln.
Es gibt unterschiedliche Alterssimulatoren, Zielgruppen und Einsatzgebiete. Die Methode entstand um 1974 in der Gerontologie und verbreitete sich zunächst als Instant Aging (schlagartiges Altsein) um jungen Medizinstudenten und Krankenschwestern den Alterungsprozess nahezubringen.
Verschiedene Firmen in der ganzen Welt entwickelten in den letzten Jahren Alterssimulationsanzüge, die vor allem zur Sensibilisierung für das Thema eingesetzt werden. Die Simulationen gehen dabei auch über den gesunden Alterungsprozess hinaus, und es werden auch Krankheiten simuliert, wie z. B. Parkinsontremor oder Hemiparese nach Schlaganfall. Die Teilnehmenden eines solchen Trainings / der Simulation müssen einige praktische Aufgaben lösen, wie Schuhe zubinden, Formulare ausfüllen, ein Glas Wasser holen, den Kühlschrank einstellen, die Zeitung lesen, die Rechnung in der Wirtschaft bezahlen, etwas am Schwarzen Brett oder ein kleines Türschild lesen.
Alterssimulationsanzüge werden heute auch in der Automobilindustrie (z. B. bei Ford, VW, Audi, MAN Trucks, Scania) eingesetzt, um die Einschränkungen älterer Autofahrer beim Design von Fahrzeugen zu berücksichtigen. Bei Älteren stellt beispielsweise das Rückwärtsfahren ein besonderes Gefahrenmoment dar, weil sie den Kopf schlechter nach hinten wenden können und ihr peripheres Sehen eingeschränkt ist.
Die Simulationsanzüge gehören zunehmend zum Standard bei der Ausbildung von Medizinern, von Gesundheits- und Krankenpfleger, sowie von Altenpflegekräften. Sie werden aber auch von vielen Städten und Gemeinden eingesetzt, um die öffentlichen Einrichtungen bezüglich ihrer Barrierefreiheit abzusichern. Geprüft wurden beispielsweise Ampelschaltungen, Übergänge und Treppen. Immobilienfirmen, Architekten, Banken, Versicherungen, Hotels und Touristikunternehmen prüften mit ihnen ihre Räumlichkeiten, die Lesbarkeit der Beschilderung und die Handhabbarkeit von Automaten.
Schließlich werden Alterssimulationsanzüge an vielen Universitäten eingesetzt, um das Verhalten Älterer in besonderen Situationen zu erforschen. So wird beispielsweise das veränderte Verhalten Älterer beim Lesen von Anzeigen und Webseiten erforscht (Universität Ravensburg).
Zwar stellt jede menschliche Alterung einen individuell einzigartigen Prozess dar, doch ähnelt sich die funktionelle Alterung der Menschen auch, so dass man Mittelwerte und Standardabweichungen für die Funktionsverluste bestimmen kann. So wie trotz all der individuellen Unterschiede für alle möglichen menschlichen Abmessungen, Kräfte und Fähigkeiten DIN-, EN- und ISO-Normen Werte für die Herstellung von Fahrzeugsitzen, Türen, Notausstiegen usw. bereitstellen, so können höherwertige Alterssimulationsanzüge anhand von solchen Normwerten die Einschränkungen so simulieren, dass Gruppen von Nutzern sehr realistische Einschätzungen der durchschnittlichen Funktionsreduktion im Alter erhalten. Entsprechende Validierungsuntersuchungen z. B. für die Sehschärfe bestätigten das.

## Bestandteile
Ein Alterssimulator kann aus einzelnen Komponenten oder einem Overall bzw. Anzug bestehen, in den Gewichte an verschiedenen Stellen eingebaut sind, um einen Eindruck von den nachlassenden Kräften im Alter zu vermitteln. Ältere Menschen können ihre Gelenke nicht mehr so gut bewegen und dies wird mit Vorrichtungen zur Einschränkung der Beweglichkeit von Arm- und Kniegelenken simuliert.
Gehördämpfer simulieren reduziertes Hörvermögen, vor allem für höhere Frequenzen. Die altersbedingten Veränderungen des Sehvermögens Alterssichtigkeit (Presbyopie), eingeschränktes Gesichtsfeld, Trübungen der Linse (Katarakt) und verändertes Farbensehen können mit speziellen Visieren oder Brillen simuliert werden. Weitere Elemente sind Handschuhe, die den Benutzer nachlassende Fingerfertigkeit und verringerte Sensibilität erleben lassen.

## Einsatzbereiche
- Produktentwicklung und Design für ältere Verbraucher
- Verkaufstraining für Personal mit Umgang entsprechender Zielgruppen
- Personalschulung in Heil- und Pflegeberufen, Arztpraxen

## Kritik
Ein Alterssimulationsanzug kann nur für das Thema „aus der Sicht älterer Menschen“ sensibilisieren, nicht aber die Einschränkung älterer Menschen korrekt abbilden. Da viele Anzüge einfach aufgebaut sind, z. B. ein Ohrenschützer für die simulierte Schwerhörigkeit, eine zerkratzte, verzogene Brille für schlechter werdendes Sehvermögen, werden Alterungsprozesse nur sehr vereinfacht abgebildet. So nimmt bei älteren Menschen die Akkommodationsfähigkeit des Auges ab. Dies bildet eine zerkratzte Brille entsprechend nicht ab. Ebenso können körperlich trainierte Menschen die Einschränkungen durch zusätzliche Gewichte kompensieren, so dass eine nachlassende Muskelkraft nicht richtig simuliert wird. Ebenso wird bei einem Alterssimulator oft vergessen, dass die mentale Ebene bei alten Menschen ganz entscheidend ist.

Zudem wird hier ein erschreckendes Bild des Alters gezeichnet: Alte Menschen sehen und hören schlecht, können sich schlecht bewegen, das Leben wird zur Qual. Dies wirkt auf junge Menschen eher abschreckend als verständnisfördernd.

## Film
- Chemnitz - die Altenmetropole Europas. (5 Min.-Film über den Einsatz eines Age-Simulators in der Forschung, FAZ/DW, aufgerufen 27. Dez. 2010)
- Age suit to train doctors in care of the elderly, AP Archive, 30. Juli 2015, Länge 5:38